# Dernières Paroles
Pour plus de détails, voir Fiche technique et Distribution.

Dernières Paroles (titre original allemand : Letzte worte) est un court-métrage allemand réalisé par Werner Herzog en 1967. 
Bien que le film soit souvent présenté comme un documentaire, une partie au moins des personnages joue en réalité un rôle, le principal étant interprété par Antonis Papadakis dit Kareklas, un célèbre joueur de lyra. 

## Synopsis
L'évocation, au travers des paroles d'habitants de Crète, du départ du dernier habitant de Spinalonga, l'île des lépreux.

## Fiche technique
- Titre : Dernières paroles
- Titre original : Letzte worte
- Réalisation : Werner Herzog
- Scénario : Werner Herzog
- Pays d'origine : RFA
- Format : noir et blanc 35 mm - mono -
- Genre : documentaire
- Pays : Allemagne de l'Ouest
- Durée : 13 minutes
- Date de sortie : 1967

## Distribution
- Antonis Papadakis dit Kareklas : le dernier lépreux
- Lefteris Daskalakis : le joueur de bouzouki